# Споменка Стефановић Пулулу
Споменка Стефановић (Земун, 5. септембар 1958) српска је књижевница, уредница, издавач и културни активиста.
Пише поезију, прозу, публицистику. Објављивала у периодици — Политика, Српске народне новине (Будимпешта), Homo Oecconomicus, прозину Емитор, Наш траг, Омаја — као и на Интернету, у Библиотеци српске културе на „Пројекту Растко“ и на сајту „Арт-Анима“.
Један је од оснивача Књижевне омладине Земуна (1975) и Удружења за продукцију и промоцију стрипа (од 2005). Активни члан Друштва љубитеља фантастике „Лазар Комарчић“, преко организовања манифестација, рада у жиријима и уређивања. Организовала ликовне изложбе у Британском савету и Француској школи у Београду, као и у Zigmund Hasz у Будимпешти.
Уредница: часопис Homo Oecconomicus (1975); оснивач и уредница издавачке етикете „Тардис“ (од 2007) чији је првенац дуго очекивана збирка прича Јесен Скупљача Илије Бакића; члан редакције часописа за натприродно фолклорну фантастику Омаја (од 2007).
Оснивач и управница покрајинског средишта и електронске библиотеке „Пројекат Растко — Будимпешта-Сентандреја” (од 2001) и члан редакције е-библиотеке „Сигнализам @ Пројекат Растко“.

## Остало
По професији је финансијски саветник. Била извршни директор Art Hasz Matkin Co, Будимпешта, која је сарађивала на пољу дизајна са водећим рекламним кућама (Playboy, Saachi & Saachi, Barsony Kolpak).
У неким случајевима је потписана као Споменка Стефановић Пулулу